# Edwards Air Force Base
Edwards Air Force Base (Edwards AFB) er en af det amerikanske luftvåbens flyvebaser, og ligger på grænsen mellem Kern County og Los Angeles County i Californien. 
Den er en vigtig flyvebase for testflyvninger, og den benyttes også som landingsbane i det amerikanske rumfærge-program.
Flystationen har været flyvebase siden 1933. Flystationen hed Muroc Army Air Field men blev omdøbt 8. december 1949 til minde om US Air Force testpiloten Glen Edwards (1918-1948), der omkom under en testflyvning.